# Friedrich Feitzlmayr
Friedrich Feitzlmayr (* 17. November 1901 in Aistenthal, Oberösterreich; † 24. Jänner 1976 in Bad Goisern, Oberösterreich) war ein österreichischer Politiker ohne Fraktion.

## Ausbildung und Beruf
Nach dem Besuch der Volksschule in Pasching und einer Bürgerschule in Linz wurde er Gutsbesitzer (vom Zeilmayrhof in Aistenthal, Gemeinde Pasching).

## Politische Mandate
- 24. April 1934 bis 2. Mai 1934: Mitglied des Bundesrates (IV. Gesetzgebungsperiode), ohne Fraktion

## Sonstiges
Friedrich Feitzlmayr verbüßte politische Freiheitsstrafen. Im August 1934 war er in Haft in Hörsching, 1945 war er in Glasenbach interniert.